# International Emmy Award de la meilleure telenovela
L’International Emmy Award de la meilleure telenovela (International Emmy Award for best telenovela) est une récompense de télévision décernée par l'International Academy of Television Arts and Sciences pendant la cérémonie annuelle des International Emmy Awards.

## Palmarès

### Années 2000
- 2008 : Al-Igtiyah[1],  Jordanie
  - Lalola,  Argentine
  - Paraíso Tropical,  Brésil
  - One Night of Love,  Russie

- 2009 : Caminho das Índias[2],  Brésil
  - Magdusa Ka,  Philippines
  - Kahit Isang Saglit,  Philippines
  - Seconde Chance,  France

### Années 2010
- 2010 : Meu Amor[3],  Portugal
  - Ciega a Citas,  Argentine
  - Dahil May Isang Ikaw,  Philippines

- 2011 : Laços de Sangue[4],  Portugal
  - Contra las Cuerdas,  Argentine
  - Araguaia,  Brésil
  - Precious Hearts Romances Presents,  Philippines

- 2012 : O Astro[4],  Brésil
  - Iron Daughters-in-Law,  Corée du Sud
  - Rosa Fogo,  Portugal
  - Remédio Santo,  Portugal

- 2013 : Lado a Lado[5],  Brésil
  - Avenida Brasil,  Brésil
  - Windeck,  Angola
  - 30 vies,  Canada

- 2014 : Joia Rara[6],  Brésil
  - 30 vies,  Canada
  - Belmonte,  Portugal
  - My Husband's Lover,  Philippines

- 2015 : Império,  Brésil
  - Mulheres,  Portugal
  - Jikulumessu,  Angola
  - Ciega a Citas,  Espagne

- 2016 : Verdades Secretas  Brésil
  - 30 vies,  Canada
  - A Regra do Jogo,  Brésil
  - Bridges of Love,  Philippines

- 2017 : Kara Sevda,  Turquie
  - 30 vies,  Canada
  - Velho Chico,  Brésil
  - Totalmente Demais,  Brésil

- 2018 : Ouro Verde,  Portugal[7]
  - Cesur ve Güzel,  Turquie
  - İstanbullu Gelin,  Turquie
  - Paquita la del Barrio,  Mexique

- 2019 : La reina del flow,  Colombie[8]
  - Cien días para enamorarse,  Argentine
  - The River,  Afrique du Sud
  - Vidas Opostas,  Portugal

### Années 2020
- 2020 : Órfãos da Terra,  Brésil
  - Love and Destiny,  Chine
  - Na Corda Bamba,  Portugal
  - Pequeña Victoria,  Argentine

- 2021 : The Song of Glory,  Chine
  - Amor de Mãe,  Brésil
  - Quer o Destino,  Portugal
  - A Quest to Heal,  Singapour

- 2022 : The King's Affection,  Corée du Sud
  - Nos Tempos do Imperador,  Brésil
  - Dos vidas,  Espagne
  - You Are My Hero,  Chine

- 2023 : Yargı,  Turquie
  - Cara e Coragem,  Brésil
  - Pantanal,  Brésil
  - Para Sempre,  Portugal